# 28th Massachusetts Infantry
Le 28th Massachusetts Infantry regiment, est le deuxième régiment d'infanterie principalement composé d'irlando-americais recrutés dans le Massachusetts, pour servir lors la guerre de Sécession. La devise du régiment (ou cri) est « Faugh a Ballagh » (Dégagez le chemin !)

## Recrutement et formation
Le 28th Massachusetts Infantry est levé à Boston et reçoit sa formation initiale au camp Cameron à Cambridge et Somerville. L'unité suit une formation supplémentaire au fort Columbus dans le port de New York avant d'être envoyée au début de 1862 pour sa première affectation en service.

## Service
Après avoir servi brièvement sous les ordres du général Benjamin Butler dans les Carolines et avec le IXe corps pendant la première campagne de l'armée de Virginie du Nord confédérée dans le Nord, le 28th Massachusetts Infantry est affecté dans le IIe corps comme le quatrième régiment de la célèbre brigade irlandaise, commandée par le brigadier général Thomas Francis Meagher. 

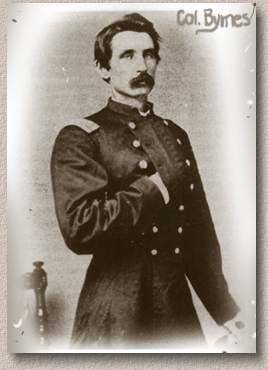
Le Colonel Richard Byrnes

Connus pour leur drapeau vert brodé de rouge Tiffany distinctif   et le cri de guerre en gaélique , « Faugh a Ballagh » (dégagez le chemin !), les Irlandais du 28th Massachusetts Infantry participent à la plupart des engagements majeurs de l'armée de l'Union sur le théâtre oriental – Antietam, Fredericksburg, Chancellorsville, Gettysburg, la campagne de l'Overland, et le siège de Petersburg – et sont présents pour la reddition du général Robert E. Lee au général Ulysses S. Grant à Appomattox Court House.
Dès la fin de leur durée de trois ans d'engagement , les soldats vétérans du 28th  Massachusetts Infantry choisissent de retourner au Massachusetts. Mais un nombre suffisant se sont ré-engagés au 1er janvier 1864, pour justifier la continuité du régiment en tant que bataillon de cinq compagnies de « vétérans volontaires » jusqu'à la fin de la guerre. 
Le régiment participe à la bataille de Chantilly le 1er septembre 1862. 
Au cours de la seconde bataille de Bull Run, le lieutenant-colonel George W. Cartwright est grièvement blessé, plaçant le capitaine Andrew P. Caraher, commandant de la compagnie A, au commandement du régiment au cours de la campagne du Maryland. 
À la suite de la bataille d'Antietam, toutefois, le commandement du 28th Massachusetts Infantry est donné le 18 octobre au colonel Richard Byrnes, qui, bien que lui-même Irlandais, est un officier de l'armée régulière et un premier lieutenant dans le 5th U.S. Cavalry. Bien que non-apprécié et contesté par les autres officiers du régiment, Byrnes sert avec distinction et est blessé le 3 juin 1864, tout en menant la brigade irlandaise à la bataille de Cold Harbor. Il meurt neuf jours plus tard.
À Fredericksburg, le régiment est mis au milieu de la brigade irlandaise, et mène la charge, alors qu'il est le seul régiment de la brigade qui a le drapeau vert caractéristique, et comme leur commandant veut faire comprendre aux confédérés qu'ils sont confrontés à la brigade irlandaise, le 28th Massachusetts Infantry est placé au milieu.
Le régiment prend part à la campagne de Bristoe à l'automne 1863. Il participe à la seconde bataille de Deep Bottom en août 1864.
L'acteur de théâtre Lawrence Barrett sert en tant que capitaine de la compagnie B du régiment, mais pendant moins d'un an, démissionnant en août 1862.

## Victimes et libération
Parmi tous les régiments de l'Union, le 28th Massachusetts Infantry se classe au septième rang des pertes totale. Près d'un quart des 1 746 hommes qui ont servi dans l'unité ont été tués, morts de leurs blessures ou de maladie, faits prisonniers ou portés disparus. 
Les anciens combattants survivants du régiment défilent à Washington, D.C., au cours de la grande revue des armées qui célèbrent la conclusion de la guerre, et retournent ensuite au Massachusetts, où ils sont payés et libérés du service à Readville en juin 1865.